# Reims (aviso)

## Construction
Le Reims est issu d'un programme de guerre, constitué d'une série de quarante-trois avisos dont seules trente unités sont construites. Il est mis sur cale à l'arsenal de Brest en 1917, avec ses sister-ships Arras, Dunkerque(renommé Ypres) et Verdun (renommé Laffaux).

## Descriptif
L’aviso présente une silhouette semblable à celle d'un cargo. Il s'agit de leurrer les équipages de sous-marins, sur le modèle des bateaux pièges Q-ships britanniques camouflés en navires marchands. La passerelle de navigation est placée au centre et englobe la cheminée.
Le navire est propulsé par deux turbines à engrenages Parsons/Bréguet de 5 000 ch, alimentées par deux chaudières chauffées au mazout. Cet ensemble permet de naviguer à une vitesse de pointe de 20 nœuds, avec une autonomie de 3 000 nautiques à 11 nœuds.
L'armement comprend pour la lutte antinavire et anti-sous-marine deux canons de 138 mm, deux grenadeurs, deux mortiers et une torpille remorquée. La lutte anti-aérienne est menée avec un canon de 75 mm et quatre mitrailleuses antiaériennes de 8 mm.

## Carrière[4]
Le Reims est construit pour la Marine nationale française à la fin de la Première Guerre mondiale. Il est lancé en 1918 et armé en 1924.

### Service postal[5]
L'aviso Reims est mis à la disposition de la Compagnie générale aéropostale (CGA) en 1928, qui opère deux flottes, en Méditerranée et dans l’Atlantique. Avant la mise en place des traversées aériennes de l’Atlantique, des avisos transportent le courrier entre Dakar (Sénégal) et Natal (Brésil), dont le Reims. L'armement est retiré, il est loué pour un franc par an et doit être rendu dans son état d'origine. L'équipage est limité à vingt-deux personnes pour des raisons économiques. Cette situation pose des problèmes d'exploitation des chaudières, conçues pour fonctionner avec un équipage plus nombreux. 
La Marine nationale le récupère en 1931 et le place en réserve. Le navire est condamné le 18 janvier 1938. L'aviso Reims est vendu à Lorient le 8 décembre 1938 pour 121.317,00 Francs à la Société Glotz. Il est remorqué vers Saint-Nazaire mi-décembre 1938 et démantelé courant 1939.

#### À voir
- ALAMER - Mémoire des Équipages des marines de guerre, commerce, pêche & plaisance de 1939 à 1945, REIMS - aviso - Classe «ARRAS» -
- Maitres-du-vent.blogspot.fr, Quand nos avisos participaient à l'essor de l'Aéropostale, vendredi 17 juin 2011 -

#### Images
- Www.delcampe.net, Reims, aviso, 1920 -